# Don Stiernberg
Don Stiernberg (* 11. Februar 1956 in Chicago) ist ein US-amerikanischer Musiker (Mandoline, Gitarre) des Mainstream Jazz.

## Leben und Wirken
Stiernberg wuchs in einem Vorort von Wauconda, Illinois, auf. Der Wunsch, mit seinem Bruder, der Banjo und Gitarre spielte, Musik zu machen, veranlasste ihn, Mandoline zu lernen. Unterricht hatte er dann bei dem Komiker Jethro Burns (Homer & Jethro), einem der populärsten Mandolinisten seiner Zeit. Erste Berufserfahrungen machte er in einer Bluegrass-Band mit seinem Bruder (The Morgan Bros.) und später im Jethro Burns Quartet. Erste Aufnahmen unter eigenem Namen entstanden 1979, als er im Triobesetzung die LP Rosetta für Nonesuch Records einspielte. Weiterhin nahm er mit Vokalisten auf wie Judy Roberts (Nights in Brazil, 1981) und Judi K (It's Been a Long Time Jazzology), ferner mit Doug Blake, The Chicago Footwarmers, Paulinho Garcia, Steve Lewandowski und June Shellene.
Im Bereich des Jazz war Stiernberg laut Tom Lord zwischen 1979 und 2013 an 22 Aufnahmesessions beteiligt. 2020 legte Stiernberg mit seinem Quartett das Album Straight Ahead (Mando Traveler) vor, mit Swing-Standards wie „I’m Old Fashioned“, „It’s You or No One“ und „I Want to Be Happy“. Stiernberg unterrichtete Mandoline auf Workshops und Symposien; außerdem veröffentlichte er mehrere Lehrvideos.

## Diskographische Hinweise
- Greg Cahill, Don Stiernberg: Blue Skies (1992)
- Unseasonably Cool (2002)
- Swing 220 (2010), mit Rusty Holloway und Jeff Jenkins
- Mandoboppin’ (2013)